# Paul Finsler
Paul Finsler (n. 11 aprilie 1894 la Heilbronn - d. 29 aprilie 1970 la Zürich) a fost un matematician germano-elvețian.
S-a ocupat cu geometria diferențială și în special cu studiul teoriei claselor de spații cu metrică nedefinită și a creat ceea ce ulterior au fost denumite varietăți Finsler (clase de spații Finsler), spații geometrice al căror nume a fost dat de Élie Cartan în 1934.
Geometria Finsler a constituit mai târziu preocuparea unor mari geometri ca: Élie Cartan, L. Bernwald, O. Varga, M. Matsumoto.
De teoria spațiilor Finsler s-au ocupat și matematicienii români Mendel Haimovici în 1934 și Radu Miron în 1961.
1. 1 2  MacTutor History of Mathematics archive, accesat în 22 august 2017
2. ↑  Paul Finsler, Autoritatea BnF
3. ↑  „Paul Finsler”, Gemeinsame Normdatei, accesat în 26 aprilie 2014
4. ↑  „Paul Finsler”, Gemeinsame Normdatei, accesat în 11 decembrie 2014
5. ↑  Autoritatea BnF, accesat în 2 decembrie 2019
6. ↑  „Paul Finsler”, Gemeinsame Normdatei, accesat în 30 decembrie 2014
7. ↑  „Paul Finsler”, Gemeinsame Normdatei, accesat în 31 martie 2015
8. 1 2 3 4  MacTutor History of Mathematics archive
9. ↑  Google Cărți, p. 277